# Mert Nobre
Márcio Ferreira Nobre (* 6. November 1980 in Jateí, Mato Grosso do Sul), auch bekannt als Mert Nobre in der Türkei, ist ein brasilianischer Fußballtrainer und ehemaliger -spieler, der seit August 2006 auch die türkische Staatsangehörigkeit besitzt.

## Laufbahn
Nobre spielte in mehreren Jugendvereinen. Dabei wurde er von dem brasilianischen Fußballklub Paraná Clube entdeckt und zu diesem transferiert. Nachdem er dort ein paar Jahre (bis zur Saison 02/03) lang gespielt hatte, sicherte sich Cruzeiro Belo Horizonte die Dienste Nobres, wofür sie 1 Million Euro Ablöse zahlten.
Ein paar Monate später wechselte er für zweieinhalb Jahre auf Leihbasis zu Fenerbahçe Istanbul. Sein erstes Spiel bei Fenerbahçe war ein Freundschaftsspiel zwischen Fenerbahçe und Vitesse Arnheim am 13. Januar 2004, sein erstes Ligaspiel war am 18. Januar 2004 ging gegen Çaykur Rizespor, wo er zwei Tore beisteuerte zum 4:1-Sieg. Am vorletzten Spieltag den 22. Mai 2005 schoss Mert Nobre im Derby gegen Galatasaray das einzige Tor des Tages und somit holte sich Fenerbahçe vorzeitig den Meistertitel der Saison 2004/05. Mit Fenerbahçe wurde er zweimal in Folge türkischer Meister.
Am 18. Mai 2006 einigte er sich auf einen Vertrag mit Beşiktaş JK für den Zeitraum ab der Saison 2006/07. Die Ablösesumme für ihn betrug rund 3 Millionen Dollar. Am 30. Juli 2006 bestritt Mert Nobre sein erstes Pflichtspiel für Beşiktaş JK im türkischen Supercup 2006 und schoss auch sein erstes Pflichtspieltor; somit verhalf er seiner Mannschaft zum Supercup-Sieg.
Die Spielzeiten 2011/12 und 2012/13 spielte Nobre für Mersin İdman Yurdu. Nachdem der Verein in die 2. Liga abstieg, löste der Stürmer seinen Vertrag auf und unterschrieb bei Kayserispor.
Im Sommer 2015 wechselte er zum Schweizer Klub FC Wil. Bereits zur Saison 2016/17 kehrte er in die Türkei zurück und heuerte beim Drittligisten Büyükşehir Belediye Erzurumspor an. Mit diesem Verein beendete er diese Saison als Play-off-Sieger und stieg dadurch in die TFF 1. Lig auf. In der darauffolgenden Saison wiederholte sich dieser Erfolg erneut.
Zur Saison 2018/19 wechselte er zum Zweitligisten Gençlerbirliği Ankara.

## Erfolge

### Verein
Cruzeiro Esporte Clube (2003–2004)
- 1 × Copa do Brasil: 2003
- 1 × Brasilianischer Meister: 2003

Fenerbahçe SK (2004–2006)
- 2 × Türkischer Meister: 2003/2004, 2004/05

Beşiktaş JK (2006–2011)
- 1 × Türkischer-Supercup-Sieger: 2006
- 3 × Türkischer Pokalsieger: 2006/07, 2008/09, 2010/11
- 1 × Türkischer Meister: 2008/09

Kayserispor (2013–2015)
- 1 × Meister der TFF 1. Lig und Aufstieg in die süper Lig: 2014/15

Mit Büyükşehir Belediye Erzurumspor (2016–2018)
- 1 × Play-off-Sieger der TFF 2. Lig und Aufstieg in die TFF 1. Lig: 2016/17
- 1 × Play-off-Sieger der TFF 1. Lig und Aufstieg in die TFF Süper Lig: 2017/18

### Individuell
- 100er-Klub-Mitglied der Süper Lig[10]